# دشمنی خونین (فیلم ۱۹۷۸)
دشمنی خونین (انگلیسی: Blood Feud) فیلمی به کارگردانی لینا ورتمولر است که در سال ۱۹۷۸ منتشر شد.

## بازیگران
- سوفیا لورن
- مارچلو ماسترویانی
- جانکارلو جانینی
- توری فرو
- ایزا دنیلی
- توماس آرانا
- گوئیدو چرنیلیا
- آنتونلا مورجا